# Beata Pepera
Beata Pepera (ur. 10 stycznia 1991) – polska judoczka.
Zawodniczka UKS Judo Wolbrom (od 2005). Brązowa medalistka mistrzostw Polski 2015 w kategorii do 57 kg. Młodzieżowa mistrzyni Polski 2013 (ponadto brązowe medale w 2011 i 2012). Dwukrotna akademicka mistrzyni Polski (2013, 2016).